# Augustinus Hens
Augustinus Hens (Turnhout, 16 september 1886 - aldaar, 20 mei 1964) was een Belgisch politicus voor de BWP en vervolgens de BSP.

## Levensloop
Lid van de vakbond van de boekwerkers, die hij in 1904 mee hielp oprichten, werd hij actief in de socialistische organisaties.
In 1911 vertegenwoordigde hij zijn bond bij de oprichting van de federatie Turnhout van de Belgische Werkliedenpartij (BWP). Kort voor de Eerste Wereldoorlog was hij lokaalhouder van het volkshuis in Turnhout, alsook broodvoerder en dagbladverkoper. Na de oorlog werd hij secretaris van de federatie Turnhout van de BWP. Bij zijn overlijden was hij nog steeds voorzitter van de federatie Turnhout binnen de Belgische Socialistische Partij (BSP).
Hij werd voor twee publieke mandaten verkozen. Hij werd lid van de gemeenteraad (1921-1964) en de Commissie voor Openbare Onderstand van Turnhout (1922-1964). In 1934 werd hij verkozen tot socialistisch volksvertegenwoordiger voor het arrondissement Turnhout en vervulde dit mandaat tot in 1954.